# Les Révoltées de l'Albatros

Les Révoltées de l'Albatros (L'ammutinamento) est un film franco-italien réalisé par Silvio Amadio, sorti en 1961.

## Synopsis
En 1675, le capitaine Cooper quitte Londres sur "l'Albatros" à destination du nouveau monde. A bord se trouvent des femmes provenant des prisons londoniennes, qu'on envoie recommencer une existence avec des pionniers , et des galériens enchainés qui sont destines à un pénitencier américain. Entièrement étrangers à ce monde en déchéance lord et lady Gaveston et deux orphelins Anna et Dick voyagent dans les cabines du pont supérieur. Ils veulent s'installer en Amérique. Parmi les femmes, il y a Polly, amoureuse du prisonnier Jimmy. Les forçats parviennent à déclencher une révolte et à s'emparer du navire. Il s'ensuit des massacres et des atrocités que le docteur Bradley, un prisonnier politique, déplore.

## Fiche technique
- Titre original : L'ammutinamento
- Titre français : Les Révoltées de l'Albatros ou La Mutinerie des filles perdues[1]
- Réalisation : Silvio Amadio
- Assistance réalisation : Alfonso Brescia
- Scénario original et adaptation : Alessandro Continenza, Ruggero Jacobbi et Marcello Coscia
- Décors et costumes : Gianni Polidori
- Studio : Titanus
- Photographie : Aldo Giordani
- Montage : Nella Nannuzzi
- Musique et direction d'ochestre : Angelo Francesco Lavagnino
- production : Giorgio Agliani
- Société de production : Champs-Elysées productions (Paris , Gladiator Film (Paris), Giorgio Agliani Cinematografica (Rome) et Illiria film (Rome)
- Distribution : Prodis (France)
- Pays de production :  Italie,  France
- Genre : aventure, action, film de pirates
- Format : Eastmancolor, Totalscope, 2,35:1
- Durée : 100 minutes
- Dates de sortie :
  - Italie : 1er décembre 1961
  - France : 26 juin 1963

## Distribution
- Annamaria Pierangeli (VF : Martine Sarcey) : Polly Berlington
- Edmund Purdom (VF : Jean-Claude Michel) : le Dr Robert Bradley
- Armand Mestral (VF : lui-même) : Calico Jack
- Ivan Desny (VF : lui-même) : le capitaine James Cooper
- Franca Parisi (it) (VF : Nadine Alari) : Lady Gaveston
- Mirko Ellis (VF : Jean-Henri Chambois) : Lord Gaveston
- Maria Pia Luzi : Kathy
- Paola Petrini (VF : Paule Emanuele) : Lidia, la prisonnière rousse
- Ivy Holzer (VF : Arlette Thomas) : Sarah Wickes
- Renato Mambor (VF : Marcel Bozzuffi) : le forçat surveillant Dick
- Renato Montalbano : Griffin
- Aldo Rendine (VF : Paul Bonifas) : Butch, le cuisinier
- Edoardo Toniolo (VF : Roger Tréville) : Sir Lancelot, le marchand
- Aldo Berti : un jeune forçat
- Charles Borromel (it) (VF : Alain Nobis) : Johns
- Cyrus Elias (it) (VF : Jacques Torrens) : Dugan, l'officier en second
- Tom Felleghi (VF : Roger Rudel) : Edward Larsen
- Franco Capucci : Dick
- Renato Speziali (VF : Raymond Loyer) : Jimmy
- Michèle Girardon (VF : elle-même) : Anna Midford
- Charles Fawcett : le capitaine britannique (non crédité)
- Renato Malavasi (VF : Richard Francoeur) : le secrétaire (non crédité)